# Bong (pipe)
Pour les articles homonymes, voir Bang, Bong et Bhang.

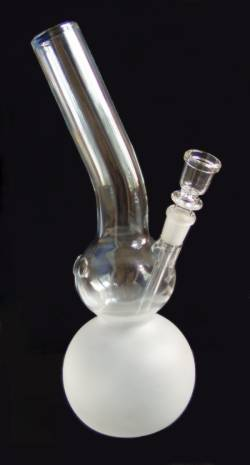
Exemple de bang

Un bong (parfois bhang) ou bang est une pipe à eau utilisée le plus souvent pour fumer du cannabis. Les bangs sont utilisés dans le but de générer et refroidir une grande quantité de fumée, que l'utilisateur va généralement inhaler en une seule bouffée. Le mot bong est un mot dérivé du mot thaï bΔung qui fait référence à une partie coupée de bambou.

## Utilisation

Schéma d’un bang

Un bang permet de fumer du cannabis. Faire passer la fumée à travers l'eau la refroidit.
Le bang permet d'inhaler d'une seule bouffée ce qui est consommé ordinairement dans un joint. Il se compose d'un tube par lequel la fumée est aspirée, après être passée par un réservoir d'eau afin de l'adoucir (eau qui est parfois additionnée de glaçons ou remplacée par d'autres liquides, alcoolisés ou non). Il comporte souvent un système d'appel d'air afin de pouvoir inhaler toute la fumée produite par le foyer plus rapidement. Leur taille varie de 10 cm à 1 mètre et demi, il en existe de nombreuses variétés.
Certains utilisateurs considèrent que les bangs sont moins nocifs pour la santé que les autres façons de fumer. Cependant, en 2000, la NORML-Multidisciplinary Association for Psychedelic Studies (MAPS) a fait une recherche indiquant que les bangs filtrent plus de THC que de goudrons, impliquant que les utilisateurs doivent utiliser plus de cannabis pour obtenir le même effet. L'expérience utilisait de la fumée de cannabis provenant du National Institute on Drug Abuse (NIDA). Une machine imitait la capacité d’inhalation d'un consommateur moyen. Ont été comparées les fumées provenant d'un bong ordinaire, d'un bong avec une tige pliante, d'un modèle avec mélangeur eau/fumée mécanique, ainsi que deux modèles différents de vaporisateurs. Il a été conclu que le joint donnait plus de THC que tous les autres moyens, sauf pour les vaporisateurs avec un rapport d’environ 1 partie de cannabinoïde pour 13 parties de goudron.
La Multidisciplinary Association for Psychedelic Studies (MAPS) a analysé les recherches faites sur les effets de la filtration par l’eau de la fumée de cannabis et de la fumée du tabac. L'association a trouvé que les macrophages alvéolaires (élément important du système immunitaire des poumons) exposés à de la fumée filtrée, combattent mieux les bactéries, a priori car l'eau retient en effet une certaine quantité de substances toxiques émises lors de la combustion de tabac ou autre (mais la fumée reste néanmoins nocive pour la santé). L'efficacité du filtrage varie selon la forme et la longueur de la pipe à eau. Par exemple, le fractionnement des bulles qui traversent l'eau, augmente la surface de contact avec l’eau et améliore le filtrage. Donc, selon ces recherches, il serait moins nocif pour la santé d'utiliser la filtration par l'eau même si une partie du THC est perdue par condensation (le THC n’est pas très soluble dans l’eau). Les composés du thallium (le plus toxique des métaux lourds, retrouvé dans la fumée de tabac et dans l'urine des fumeurs) est par exemple très soluble dans l'eau,.
Il est à noter que la combustion d'herbe pure (sans tabac ou substitut) dans un joint est très difficile. A contrario l'avantage principal du bong est une excellente combustion qui permet de fumer sans aucun tabac, ni papier (Le tabac rendrait la consommation plus difficile avec une fumée plus agressive)[réf. souhaitée].
Les tests de la Multidisciplinary Association for Psychedelic Studies (MAPS) cités plus haut comparent un mélange tabac et cannabis dans les deux méthodes, alors que l'une a besoin de tabac et l'autre l'évite. De fait, attention à l'interprétation des résultats si l'on compare les méthodes respectives et leurs effets sur la santé des consommateurs (et non uniquement la capacité à filtrer des deux méthodes).

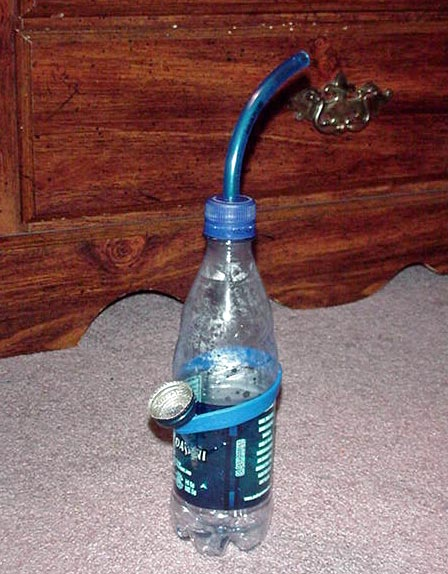
Exemple de bang artisanal

## Effets sur la santé
Il existe peu d'études spécifiques sur l'utilisation de bang et la santé, les principales études sur le cannabis étant réalisées avec le joint. La fumée produite par le bang comporte les substances provenant de la combustion du cannabis, mais peut aussi contenir des substances issues de la combustion partielle du matériel. Notamment, c'est potentiellement le cas lors de l'utilisation d'un bang artisanal en plastique. Ainsi, des crachats de sang sont parfois rapportés par les utilisateurs, et un cas a été rapporté d'hémorragie alvéolaire secondaire à la présence d'anhydrides d'acides possiblement issus de la combustion de la bouteille en plastique utilisée pour la confection du bang.

## Histoire
Les premières traces de l'utilisation de pipes à eau en Éthiopie, remontant au XIIe siècle, montrent déjà une ingénierie avancée pour l'époque, avec l’utilisation de matériaux comme la corne et la céramique pour refroidir la fumée. Cela met en lumière l’ingéniosité humaine dans l’adaptation des outils pour une expérience de consommation plus agréable.
Les Scythes, peuple nomade d'Eurasie, utilisaient aussi des dispositifs similaires il y a plus de 2 400 ans, selon des découvertes archéologiques en Russie. Ces pipes primitives témoignent d’une longue histoire de l'usage de la fumée à des fins rituelles ou récréatives.
La Chine, quant à elle, a joué un rôle important dans l’évolution de ces objets, en particulier parmi les classes aristocratiques. Les premières références écrites relatives au bang viennent d’Asie centrale et montrent comment cet instrument s'est inséré dans la vie quotidienne de différentes civilisations, bien avant de traverser les continents.
Grâce à la route de la soie, le bang a progressivement gagné du terrain, arrivant en Europe et en Amérique. L’industrie moderne du verre, particulièrement dans les années 1970, a donné un nouvel élan à la production de bangs, les rendant plus esthétiques et sophistiqués. Cependant, l’introduction de législations plus strictes a entraîné une diminution de leur popularité, même si ces objets continuent d'être appréciés dans certaines cultures aujourd'hui.